# Copa Desafío Latino 2007
La Copa Desafío Latino fue un evento amistoso de fútbol disputado en España en junio del 2007 entre las selecciones de Perú y Ecuador.
El primer amistoso se lo jugó en Madrid, y el segundo en Barcelona.

## Participantes
|  | Selección de Ecuador |
|  | Selección de Perú    |

## Los partidos
| 3 de junio de 2007 | Perú                                                   | 2:1 | Ecuador                    | Vicente Calderón, Madrid                                               |                                                                        |
|                    | Jefferson Farfán 04' · Ulises de la Cruz (autogol) 50' |     | Carlos Tenorio (penal) 10' | Asistencia: 20.000 espectadores Árbitro(s): Hugo López Huerta (España) | Asistencia: 20.000 espectadores Árbitro(s): Hugo López Huerta (España) |

| 6 de junio de 2007 | Ecuador                                         | 2:0 | Perú | Mini Estadi, Barcelona          |                                 |
|                    | Christian Benítez 84' · Ulises de la Cruz 90+2' |     |      | Asistencia: 11.000 espectadores | Asistencia: 11.000 espectadores |